# Гута-Ксаверівська
Гута-Ксаверівська — село в Україні, у Народицькій селищній територіальній громаді Коростенського району Житомирської області. Населення становить 45 осіб (2001).

## Історія
У 1906 році — Ксаверівська Гута Татариновицької волості Овруцького повіту Волинської губернії. Відстань від повітового міста 25 верст, від волості 8. Дворів 19, мешканців 122.
До 7 січня 1963 року входило до складу Сарновицької сільської ради Коростенського району Житомирської області.
До 15 січня 1982 року — село Любарської сільської ради Народицького району Житомирської області.
До 24 травня 2007 року село входило до складу Розсохівської сільської ради Народицького району Житомирської області.
До 6 серпня 2015 року село входило до складу Народицької селищної ради Народицького району Житомирської області.